# Grigorij Nikolaevič Neujmin
| 748 Simeïsa        | 14 marzo 1913     |
| 751 Faïna          | 28 aprile 1913    |
| 752 Sulamitis      | 30 aprile 1913    |
| 753 Tiflis         | 30 aprile 1913    |
| 762 Pulcova        | 3 settembre 1913  |
| 768 Struveana      | 4 ottobre 1913    |
| 769 Tatjana        | 6 ottobre 1913    |
| 779 Nina           | 25 gennaio 1914   |
| 780 Armenia        | 25 gennaio 1914   |
| 781 Kartvelia      | 25 gennaio 1914   |
| 787 Moskva         | 20 aprile 1914    |
| 789 Lena           | 24 giugno 1914    |
| 791 Ani            | 29 giugno 1914    |
| 814 Tauris         | 2 gennaio 1916    |
| 824 Anastasia      | 25 marzo 1916     |
| 825 Tanina         | 27 marzo 1916     |
| 829 Academia       | 25 agosto 1916    |
| 830 Petropolitana  | 25 agosto 1916    |
| 847 Agnia          | 2 settembre 1915  |
| 848 Inna           | 5 settembre 1915  |
| 877 Walküre        | 13 settembre 1915 |
| 882 Swetlana       | 15 agosto 1917    |
| 916 America        | 7 agosto 1915     |
| 917 Lyka           | 5 settembre 1915  |
| 951 Gaspra         | 30 luglio 1916    |
| 952 Caia           | 27 ottobre 1916   |
| 1075 Helina        | 29 settembre 1926 |
| 1099 Figneria      | 13 settembre 1928 |
| 1110 Jaroslawa     | 10 agosto 1928    |
| 1123 Shapleya      | 21 settembre 1928 |
| 1135 Colchis       | 3 ottobre 1929    |
| 1137 Raïssa        | 27 ottobre 1929   |
| 1140 Crimea        | 30 dicembre 1929  |
| 1146 Biarmia       | 7 maggio 1929     |
| 1147 Stavropolis   | 11 giugno 1929    |
| 1158 Luda          | 31 agosto 1929    |
| 1189 Terentia      | 17 settembre 1930 |
| 1190 Pelagia       | 20 settembre 1930 |
| 1202 Marina        | 13 settembre 1931 |
| 1210 Morosovia     | 6 giugno 1931     |
| 1236 Thaïs         | 6 novembre 1931   |
| 1255 Schilowa      | 8 luglio 1932     |
| 1269 Rollandia     | 20 settembre 1930 |
| 1271 Isergina      | 10 ottobre 1931   |
| 1277 Dolores       | 18 aprile 1933    |
| 1289 Kutaïssi      | 19 agosto 1933    |
| 1306 Scythia       | 22 luglio 1930    |
| 1307 Cimmeria      | 17 ottobre 1930   |
| 1309 Hyperborea    | 11 ottobre 1931   |
| 1316 Kasan         | 17 novembre 1933  |
| 1331 Solvejg       | 25 agosto 1933    |
| 1347 Patria        | 6 novembre 1931   |
| 1351 Uzbekistania  | 5 ottobre 1934    |
| 1379 Lomonosowa    | 19 marzo 1936     |
| 1386 Storeria      | 28 luglio 1935    |
| 1403 Idelsonia     | 13 agosto 1936    |
| 1434 Margot        | 19 marzo 1936     |
| 1459 Magnya        | 4 novembre 1937   |
| 1484 Postrema      | 29 aprile 1938    |
| 1590 Tsiolkovskaja | 1º luglio 1933    |
| 1603 Neva          | 4 novembre 1926   |
| 1653 Yakhontovia   | 30 agosto 1937    |
| 1671 Chaika        | 3 ottobre 1934    |
| 1692 Subbotina     | 16 agosto 1936    |
| 1725 CrAO          | 20 settembre 1930 |
| 1734 Zhongolovich  | 11 ottobre 1928   |
| 1783 Albitskij     | 24 marzo 1935     |
| 2166 Handahl       | 13 agosto 1936    |
| 2237 Melnikov      | 2 ottobre 1938    |
| 2484 Parenago      | 7 ottobre 1928    |
| 2536 Kozyrev       | 15 agosto 1939    |
| 3036 Krat          | 11 ottobre 1937   |
| 3761 Romanskaya    | 25 luglio 1936    |
| 4420 Alandreev     | 15 agosto 1936    |

Grigorij Nikolaevič Neujmin (in russo Григорий Николаевич Неуймин?; Tbilisi, 3 gennaio 1886 – 17 dicembre 1946) è stato un astronomo russo.
Direttore dell'osservatorio di Simeiz dal 1925 al 1931 e successivamente dal 1936 al 1941, gli è accreditata la scoperta di 74 asteroidi, tra i quali i famosi 951 Gaspra e 762 Pulcova. Il Minor Planet Center accredita le sue scoperte sotto il nome G. N. Neujmin, ed il suo cognome appare in questa forma in letteratura, anche in lingua inglese (nonostante la traslitterazione moderna in inglese del suo cognome sarebbe Neuymin).
Scoprì o co-scoprì sei comete tra le quali cinque periodiche:
- 25D/Neujmin
- 28P/Neujmin
- 42P/Neujmin
- 57P/du Toit-Neujmin-Delporte
- 58P/Jackson-Neujmin
- C/1914 M1 Neujmin

## Riconoscimenti
L'asteroide 1129 Neujmina è stato così battezzato in suo onore.
Gli è stato dedicato un cratere di 103 km di diametro sulla Luna, il cratere Neujmin.
Nel 1942 gli fu assegnata la 188° medaglia Donohoe.